# الأعمال الرهبانية الأرمنية في إيران
مجموعة من الأعمال الرهبانية الأرمنية في إيران (الإنجليزية :Armenian Monastic Ensembles of Iran) هي عبارة عن مجموعة من ثلاث كنائس أرمينية (دير القديس تداوس، دير القديس إستبانوس وكنيسة زور زور) الموجودة في مقاطعت محافظة أذربيجان الغربية وأذربيجان الشرقية.

## معرض الصور

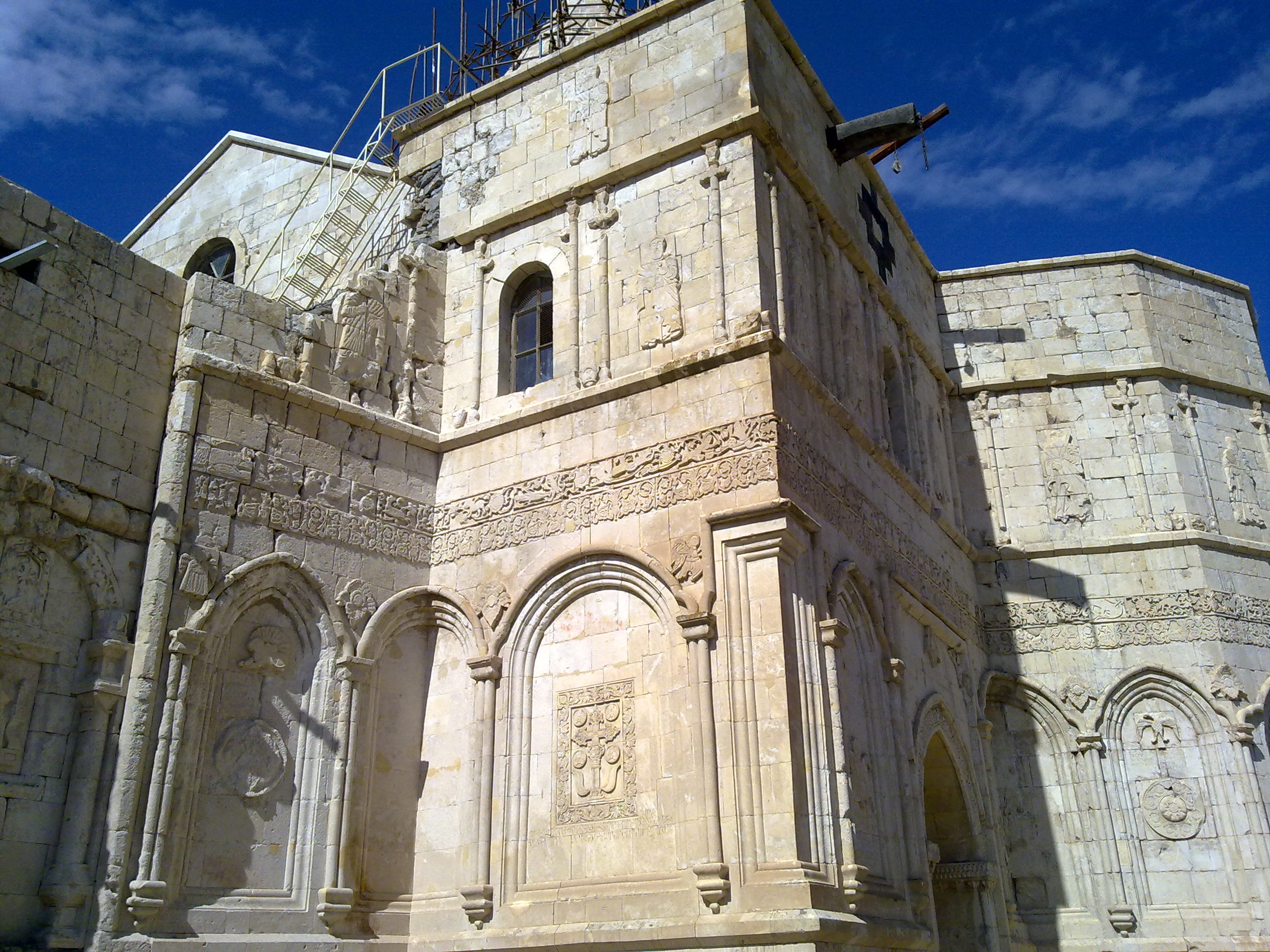
أحد أركان دير القديس تداوس.
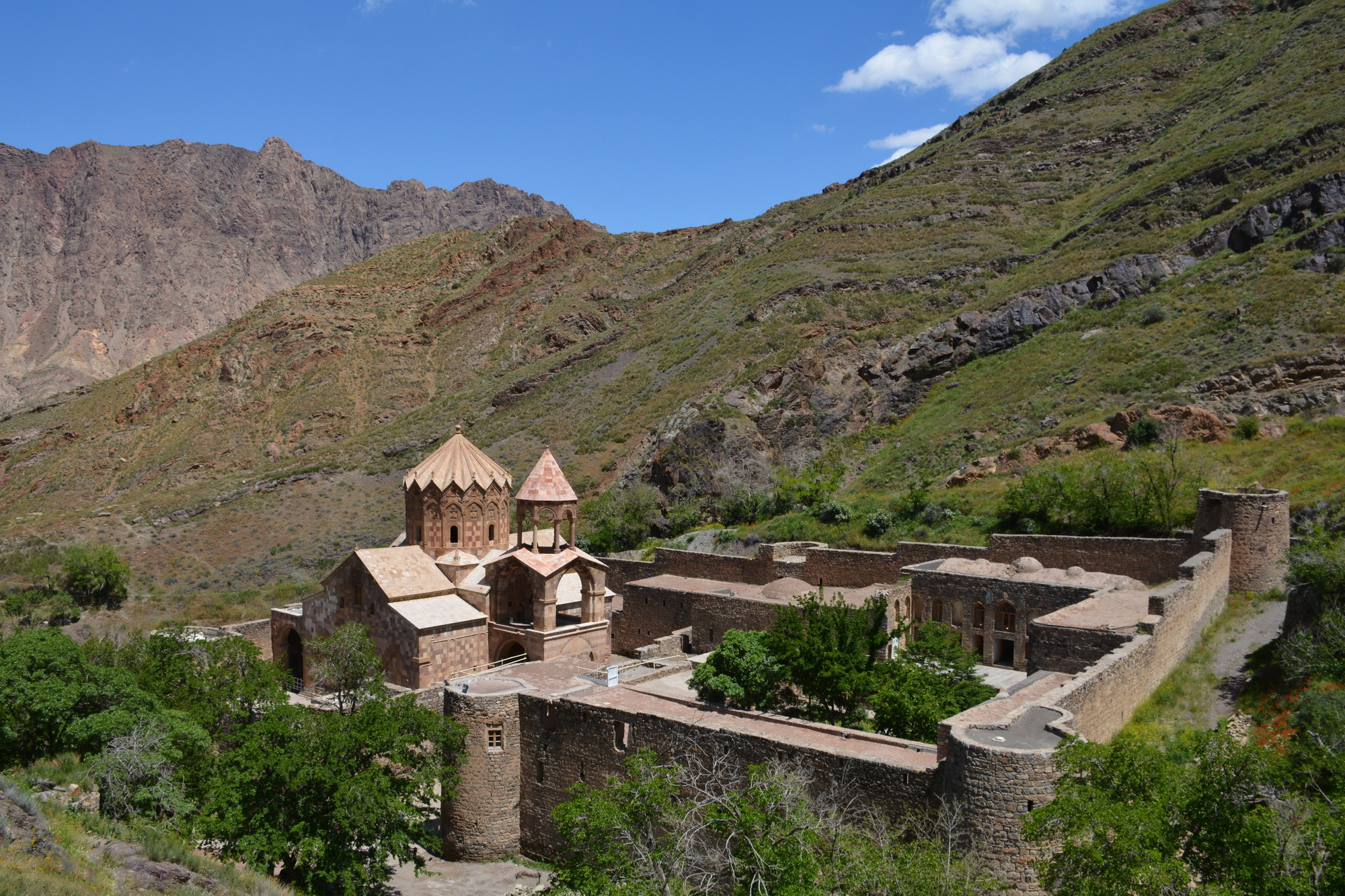
دير القديس أستيبانوس.
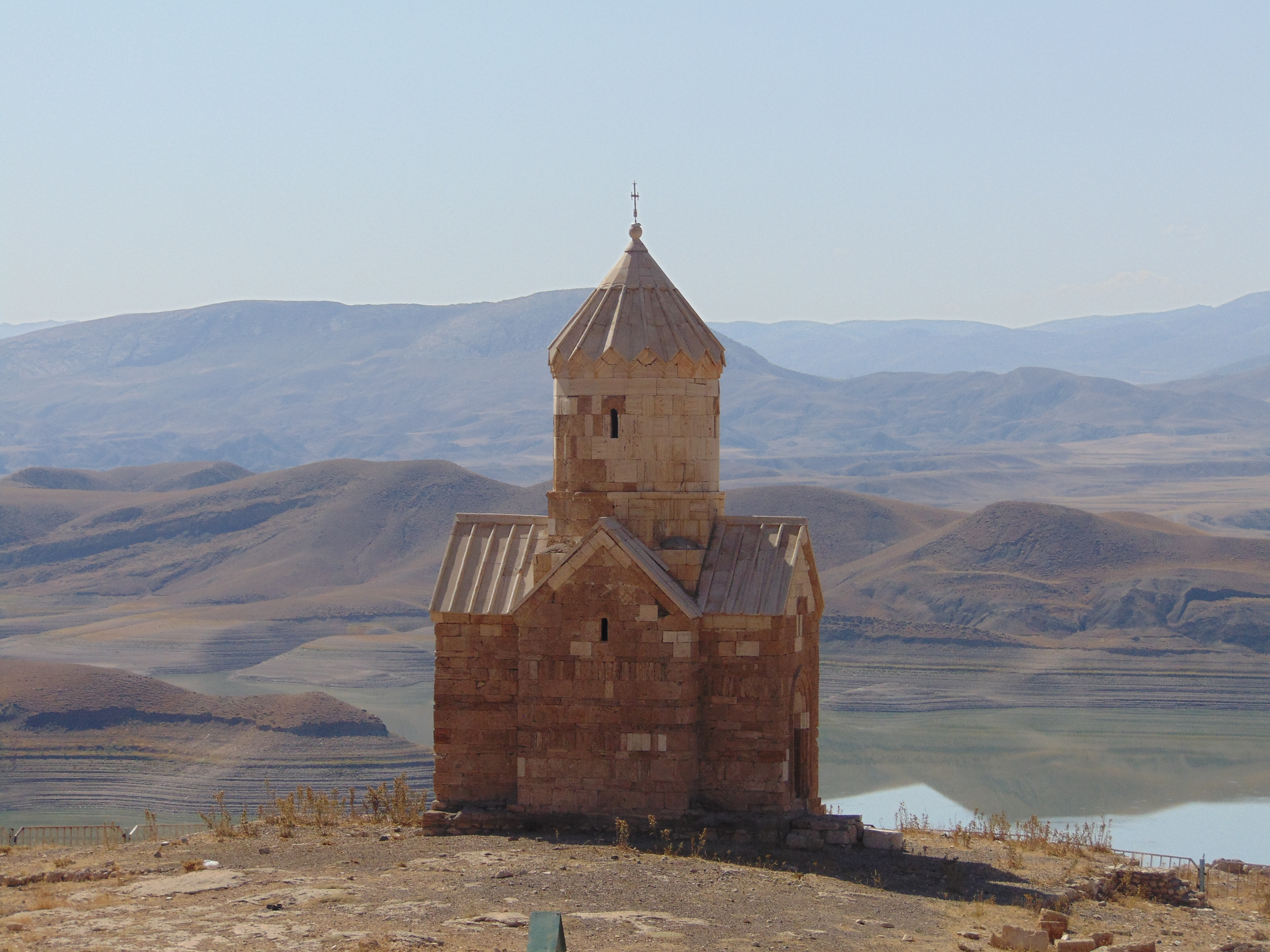
كنيسة دزور دزور.